# Los Angeles Chargers
Els Los Angeles Chargers (en català: Carregadors de Los Angeles) són un equip professional de futbol americà de la National Football League de la ciutat de Los Angeles, Califòrnia. Actualment juguen a la Divisió Oest de l'AFC i els seus colors són el blau marí, el groc or i el blanc. Actualment comparteixen l'estadi SoFi Stadium amb l'altre equip de Los Angeles a l'NFL, Los Angeles Rams.

## Història
La franquícia fou fundada el 1960 amb el nom de Los Angeles Chargers, instal·lada inicialment a Los Angeles, i va jugar originàriament a l'American Football League, que es va fusionar amb la National Football League el 1970 creant la nova NFL. Al llarg de la seva història ha guanyat 12 campionats de divisió i un campionat de conferència el 1994.

## Palmarès
- Campionats de lliga (1)
  - Campionat de l'AFL (abans de la fusió AFL-NFL): 1963.
- Campionats de conferència (1)
  - AFC: 1994.
- Campionats de divisió (15)
  - AFL Oest: 1960, 1961, 1963, 1964, 1965.
  - AFC Oest: 1979, 1980, 1981, 1992, 1994, 2004, 2006, 2007, 2008, 2009.

## Estadis
- Los Angeles Memorial Coliseum (1960)
- Balboa Stadium (1961–1966)
- SDCCU Stadium (1967–2016)
- StubHub Center (2017–2019)
- SoFi Stadium (2020-present)